# Heliconius seitzi
Heliconius seitzi är en fjärilsart som beskrevs av Heinrich Neustetter 1916. Heliconius seitzi ingår i släktet Heliconius och familjen praktfjärilar. Inga underarter finns listade i Catalogue of Life.